# 傳谷英里香
傳谷 英里香（でんや えりか、1995年〈平成7年〉11月2日 - ）は、日本の女優。千葉県出身。KON-RUSH所属。女性アイドルグループ・ベイビーレイズJAPANの元メンバーでリーダーを務めた。

## 略歴
日本人の父とフィリピン人の母との間に生まれた。洗礼名はアンジェラ（Angela：イタリア語で天使の意味）。日本語の語順ではアンジェラ傳谷英里香となる。
中学3年時にスカウトされた芸能事務所に2年間在籍後、レプロエンタテインメントにスカウトされて所属した。
2012年5月、菊地亜美（当時アイドリング!!!）がパイセン（先輩）役を務めるレプロエンタテインメントの新アイドルグループ・ベイビーレイズ（ベイビーレイズJAPAN）に選抜される。
講談社が主催する女性アイドルオーディション、「ミスiD2014」のファイナリストMID35に選出され、個人賞・少年アヤちゃん賞を獲得した。（グループ飛躍のために応募したが、皮肉にも審査期間中にベイビーレイズが躍進したことでオーディションの趣旨から外れ、落選の理由となった。）
2018年9月24日をもってベイビーレイズJAPANが解散。
ベイビーレイズJAPAN在籍時からグループとしての活動と並行して舞台・グラビア・テレビCM・テレビ番組と幅広く活動していたが、ソロとなってからは得意なスポーツ関連を中心にさらに活動範囲を広げている。
「HONOLULU TRIATHRON 2020」を目指してトレーニング開始を発表、トレーニングの模様をネット記事にて連載
。
2022年7月31日、レプロエンタテインメントとのマネジメント契約満了を発表。仕事はフリーで継続する予定。
2022年11月1日、KON-RUSHに所属することを報告した。2024年12月発売の週刊プレイボーイにて、約5年ぶりにグラビア活動を再開。

## 人物
- スポーツ全般が得意。公式プロフィール記載の特技であるバスケットボールは小中の7年間部活に入部しており、中学生時代には副キャプテンを務めていた[14]。同じ時期、水泳部、陸上部も掛け持ちしていた[15]。スキューバダイビングは2017年夏に日帰りで資格を取得[16]。
- 運動能力反射神経ともにメンバーの中ではずば抜けており、ベイビーレイズのメンバーと運動で争う企画では独壇場であった[17][18][19]。
- ピアノも幼少時より習っており、「第17回Japan Expo」のため渡仏した折には撮影で訪れたモンマルトルの丘にて両親の思い出の曲であるサザンオールスターズの「TSUNAMI」を演奏し、居合わせた現地の人や観光客の注目を集めた[20]。
- ベイビーレイズJAPAN結成以前はモデル[21] またはソロアーティスト志望であり、黒木メイサや安室奈美恵を目標としていた[22]。このため結成当初はアイドル活動に全く乗り気では無く、自身のTwitterやブログなどで「元々アイドルというものが苦手でやりたくなかった。」[23][24] とも語っていた。しかし、ベイビーレイズJAPANのメンバーとして活動していくにつれて「今は（アイドルが）好きです。ちゃんと言えます。」「前の自分に会ったら引っぱたきたいくらい全然違う世界だった。」と思うようになり、アイドルに対する考え方も変わっていったという[25]。
- ベイビーレイズ時代は「やるならとことん」を座右の銘としてことあるごとに明言しており、キャッチフレーズにもなり実際の行動規範ともしていた[26][27]。
- 10代の間に体験しておきたいと、20歳の誕生日前に群馬県のみなかみバンジーでバンジージャンプを体験した[28]。
- ベイビーレイズ（JAPAN）時代はハーフと言うこともあり漢字が苦手キャラであったが、読書家であり実際はそれほど苦手ではない。自身の苗字の「傳」の字もバランスよく書きこなし、客観的には達筆の部類に入る。
- 『世界ふしぎ発見!』（TBS）の解答者として初めて出演した回を含め合計3度｛2019年5月時点｝もの全問正解のパーフェクト賞を獲得し、推理力・考察力に秀でた才女ぶりも披露している[29]。
- ロック音楽が好き。2017年1月に名古屋で共演してからSUPER BEAVERの大ファンとなり、1人でワンマンライブに参戦するほどである[30][31]。女性シンガーでは阿部真央やあいみょんが好き[32] で、ファンクラブイベントで彼女らの曲を歌唱披露したこともある。
- 読書好きであり、仕事の合間を縫って様々な本を読んでいる。哲学書や自己啓発本も好んで読む。小説も幅広く読むが、川村元気や住野よるの作品に造詣が深い[33]。漫画はほとんど読まないが、ファッション関係の仕事に関心が強いこともあり、『ランウェイで笑って』は好きな作品であると表明している。
- 映画も非常に好きで、オフや仕事の空き時間を縫ってよく鑑賞する。幅広いジャンルを鑑賞するが、ドキュメンタリー物が好み。ファンイベントでは、おススメの映画として『グッド・ウィル・ハンティング/旅立ち』、『湯を沸かすほどの熱い愛』、『ワンダー 君は太陽』、『ルーム』、『君が生きた証』を挙げ、作品に対する熱い想いを大いに語った。

## 出演

### テレビドラマ
- ランウェイ24（2019年7月 - 9月、テレビ朝日、朝日放送テレビ） - 浅野あかり 役 ※連ドラ初出演 [34]
- 未満警察 ミッドナイトランナー（2020年6月27日 - 9月5日）、日本テレビ） - 鷹木真琴 役
- ドラマスペシャル「はぐれ刑事三世」（2020年10月15日、テレビ朝日）‐ 浦安民都 役
- 24 JAPAN（2020年10月 - 2021年3月、テレビ朝日）‐ 大草チハル 役
- アボカド日和-My Avocado Days-（2021年2月 - 3月、BS-TBS）
- 警視庁ゼロ係〜生活安全課なんでも相談室〜 SEASON5第1話（2021年4月30日、テレビ東京）- 鳩山茜 役
- DIVE!!（2021年4月 - テレビ東京） - 木下ゆめか 役
- ＃コールドゲーム 第4話-6話（2021年6月26日 - 7月10日、フジテレビ）- 十和子 役
- マクラコトバ 第3話（2023年3月22日、CBCテレビ）- 伊藤茉莉 役[35]
- 家政夫のミタゾノ 第6シリーズ 第7話（2023年11月21日、テレビ朝日） - 池田茜 役[36]
- 夫を社会的に抹殺する5つの方法 Season2（2024年、テレビ東京） - 水谷かよ子 役

### ドキュメンタリー番組
- Why？強くなった？卓球ニッポン（2018年7月、NHK BS1） - 新米新聞記者 役 （※好評のためリクエスト放送が多数回あり）[37]
- そうだ！恋をしよう～日本体育大学編～（2019年4月、NHK BSプレミアム） - 大学生の模擬デート相手[38]

### クイズ番組
- 日立 世界・ふしぎ発見!（TBS）

| 放送日         | タイトル                                                                     | 出演状況                 | 備考                               |
| -------------- | ---------------------------------------------------------------------------- | ------------------------ | ---------------------------------- |
| 2017年6月24日  | 「日本の行きづらい楽園！東京・青ヶ島 トカラ列島・宝島」                      | 解答者                   | 初出演 パーフェクト賞              |
| 2017年8月12日  | 「劇的空間 パリ誕生の秘密」                                                  | 解答者                   |                                    |
| 2017年9月2日   | 「海・山・空を巡る大冒険 観光キング・アフリカ最前線」                        | 解答者                   |                                    |
| 2017年10月14日 | 「ブラジル・パンタナール 大湿原が生んだ野生の王国」                          | 解答者                   |                                    |
| 2017年10月28日 | 「マチュピチュからナスカまで！印加道 走って！歩いて！飛んでみた！」          | 解答者                   | トップ賞 （3人同点）               |
| 2018年1月6日   | 「見たこともない世界へようこそ！今行くべき国ポルトガル」                     | 解答者                   |                                    |
| 2018年2月3日   | 「愉快なハイエイジ 人生100年！？お楽しみはこれからだ！！」                   | 解答者                   |                                    |
| 2018年3月3日   | 「目指せ！世界チャンピオン インド ラクダアート選手権」                       | 解答者                   | パーフェクト賞                     |
| 2018年10月13日 | 「大草原に響け 八代亜紀の音魂」                                              | 解答者                   | トップ賞 （2人同点）               |
| 2019年1月19日  | 「1500回25分拡大SP 歩くマツボックリってなに？ 未来へつなぐ新ノアの箱舟計画」 | ミステリーハンター（初） | 歴代ミステリーハンターとひな壇出演 |
| 2019年3月16日  | 「日本人の知らない 台湾・桜物語」                                            | ミステリーハンター       |                                    |

### バラエティ番組
- 着信御礼!ケータイ大喜利（2016年5月、2017年2月、NHK）
- ハイポール（2016年6月、フジテレビ） - 美人エスカレーター
- BOMBER-E（2019年7月、メ～テレ） - 浴衣・長良川ロケ
- 炎の体育会TV（2019年10月 - 2020年9月、TBS） - レギュラー
- しくじり先生 俺みたいになるな!!（2019年10月、テレビ朝日） - 生徒役
- 爆報! THE フライデー（2020年9月、TBS） - 事故物件・怖い隣人SP 再現ドラマ「Wi-Fi泥棒」出演
- あざとくて何が悪いの?（2021年3月13日、テレビ朝日） - あざといすっぴん風でピンチをチャンスに変える女性 役
- THE突破ファイル（2021年6月、8月、日本テレビ） - 再現ドラマ出演

### 映画
- 宇宙人のあいつ（2023年5月19日） [50]
- 満天の星の下で（2025年6月20日） - 主演・佐々木愛美 役[51][52]

### CM
- 楽天「楽天カード」「楽天生命」（2017年 - ）
「大阪市内のマクドナルドで使えるようになりました！篇」[53]
「全国のマクドナルドで使えるようになりました！篇」
「関東篇 使えるお店どんどん増えてます！」
- エフ・ジェー・ネクスト → FJネクストホールディングス - ガーラマンション（2018年 - ）
  - GALA2018 私の朝篇[54]
  - GALA2019 ガーラに帰ろう篇[55]
  - GALA2021 尾野さんと「答えと問い」篇[56]
  - GALA2023 尾野さんと「エントランス」篇[57]
  - ガーラマンションの女「金魚」篇[58]
- 明治安田生命(サマーウォーズ10周年コラボ)（2019年 - ）[59]

### 舞台
- ローファーズハイ!! Vol.1（2017年4月） - パイセン 役
- 熱血硬派くにおくん 乱闘演舞編（2018年11月、SOLID STAR） - きょうこ 役[60]
- 新・罪と罰（2019年4月、劇団PU-PU-JUICE） - ヒロイン・門倉夕夏 役[61]
- 体感型ミュージカル「Fumiko」（2019年8月、風雲かぼちゃの馬車第21回本公演） - 主演・フミコ 役[62]
- コントと音楽 Music for Punchline vol.3「くたばるものかよ」（2021年10月、COTTON CLUB） - [63]
- 莫逆の犬（2021年12月、Nana Produce） - ヒロイン 役[64]
- コントと音楽 Music for Punchline vol.4 「今度こそ、愛だ」（2022年9月、COTTON CLUB）[65]
- ミュージカル「Neo Doll」（2023年8月、シアターサンモール） - サファイア 役[66]
- 舞台『ETERNAL GHOST FISH -永恒机关魚-』（2023年10月、紀伊國屋ホール）[67]
- 音楽朗読劇 THE LITTLE MATCH GIRL 〜アンデルセン童話『マッチ売りの少女』より〜（2023年11月・12月、博品館劇場）[68]
- Stage Reading『A Bright New Boise』（2024年5月、KAAT神奈川芸術劇場 大スタジオ） - アンナ 役[69]
- 舞台『野球』飛行機雲のホームラン 〜Homerun of Contrail（2024年6月・7月、天王洲 銀河劇場 他） - 唐澤ユメ 役[70][71]
- ミュージカル『薔薇王の葬列』（2025年4月、こくみん共済 coop ホール/スペース・ゼロ） - エリザベス 役[72]

### ウェブテレビ
- 10億円会議 supported by 日本財団（2019年1月、AbemaTV）‐進行[73]
- 青春スチャラカ学園（2022年5月-7月、AbemaTV）[74]

### ウェブドラマ
- 少し不思議（2019年10月、スカパー! 朝のTwitterドラマ）

### ミュージックビデオ
- claquepot「pointless」（2019年10月14日公開）[75]
- saji「三角の恋」（2020年9月16日公開）[76]

### イメージキャラクター
- 第35期『編集・ライター養成講座』[77]（宣伝会議、2017年）[78]
- 株式会社NEXT（2017年8月 - ）[79]
- G123.JP（2018年10月 - ）[80][81]

### イベント
- 傳谷英里香ファンイベント「Christmas Chemistry」（2018年12月、国立音楽院 KMAパラダイスホール）
  - 1部 本 - 傳谷 - 映画（映画紹介、書籍紹介、朗読）
  - 2部 歌 - 傳谷 - 人（ソロ歌唱、Q&A）
- モデコン2019（2019年2月、TSUTAYA O-EAST）- MC
- NBA JAPAN GAMES 2019ライブビューイング パーティー（2019年10月、品川ステラボール）- SPECIAL GUEST
- 傳谷英里香ファンイベント「Cerebration～24th Anniversary～」（2019年11月、LUMINE0）
  - 1部 Q&A、二択クイズ、ソロ歌唱
  - 2部 Q&A、ビンゴ、ソロ歌唱

## 作品

### オリジナルグッズ
ERIKADENYAのロゴが入った作品
- Tシャツ、キャップ（2016年6月）※HTMLとのコラボ[82]
- Tシャツ、ニット帽、ハンドタオル、マルシェバッグ（2017年11月）※ファンクラブイベントのグッズとして ※坂部三樹郎とのコラボ（ロゴ：mikiosakabe×ERIKADENYA）
- ブランケット、マフラー（2018年12月）※ファンクラブイベントのお土産として

### コラボグッズ
- LIVERTINE AGEコラボ Tシャツ、キャップ（2019年7月）※HTMLとのコラボ[83]

## 書籍

### 雑誌
- 20±SWEET（2014年12月、東京ニュース通信社）
- IDOL AND READ 008（2016年9月、シンコーミュージック）
- mina（2017年9月、主婦の友社）
- 週刊プレイボーイ（2017年10月[84]、2018年3月、4月、7月、8月、12月、2019年2月、7月、9月、集英社）
- サッカーゲームキング（2014年1月、2019年1月、フロムワン）[85]
- 美的（2019年2月、小学館）
- CAPA（2019年7月、学研プラス）[86]
- FRIDAY（2019年10月、講談社）
- 週刊SPA!（2019年10月、扶桑社）

### 写真集
- でんちゃん（2014年6月18日、レプロ、撮影：宮澤正明）
※初ソロ写真集
※電子書籍あり
- sol（2019年10月2日、集英社、撮影：細居幸次郎）ISBN 978-4087808858
撮影地：バルセロナ（スペイン）
※初水着写真集

### カレンダー
- 傳谷英里香 2020カレンダー（トライエックス）